# Sergej Sirotkin
Sergej Olegovitsj Sirotkin (Russisch: Сергей Олегович Сироткин) (Moskou, 27 augustus 1995) is een autocoureur uit Rusland. In 2018 maakte hij zijn debuut in de Formule 1 als coureur bij het team van Williams.

## Carrière

### Karting
Sirotkin begon in het karting in 2008, waarbij hij in verschillende internationale kampioenschappen reed. Hij reed in 2010 in de KF2.

### Formule Abarth
In 2010 stapte Sirotkin over naar het formuleracing, naar de nieuwe Formule Abarth in Italië voor het team Jenzer Motorsport. Hij reed slechts zes van de 14 races, waardoor hij uiteindelijk als achttiende in het kampioenschap eindigde met 12 punten.
In 2011 bleef Sirotkin in de Formule Abarth rijden voor Jenzer, terwijl het kampioenschap in een Europees en een Italiaans kampioenschap werd gesplitst. Voor de ronde op Spa-Francorchamps stapte hij echter over naar het team Euronova Racing by Fortec. Hij won het Europese kampioenschap met vijf overwinningen en 175 punten in veertien races. In het Italiaanse kampioenschap eindigde hij als tweede met twee overwinningen en 136 punten, dertien punten achter voormalig teamgenoot Patric Niederhauser.

### Auto GP
In 2012 stapte Sirotkin over naar de Auto GP voor Euronova Racing. In de eerste race kwalificeerde hij zich meteen als tweede, slechts 0,04 seconde achter Adrian Quaife-Hobbs. In het tweede raceweekend startte hij opnieuw achter Quaife-Hobbs, maar deze keer passeerde Sirotkin hem voor de eerste bocht, waardoor hij zijn eerste overwinning behaalde en de jongste winnaar in de Auto GP werd. Op het Stratencircuit Marrakesh behaalde hij zijn eerste pole position. Hij eindigde de race uiteindelijk slechts als zesde. In de tweede race van het weekend eindigde hij weer op het podium. Uiteindelijk werd hij derde in het kampioenschap met nog een overwinning op de Sonoma Raceway en 175 punten, achter Quaife-Hobbs en Pål Varhaug.

### Formule 3
Naast zijn deelname aan de Auto GP, neemt Sirotkin ook deel aan het Italiaanse Formule 3-kampioenschap in 2012 voor Euronova. Ook dit kampioenschap is gesplitst in een Europees en een Italiaans kampioenschap. In het Europese kampioenschap eindigde hij als vijfde met twee overwinningen op de Hungaroring en op het Autodromo Nazionale Monza en 166 punten. In het Italiaanse kampioenschap eindigde hij ook als vijfde met één overwinning op Monza.

### Formule Renault 3.5 Series
Sirotkin maakte in 2012 ook zijn debuut in de Formule Renault 3.5 Series voor het team BVM Target in zijn thuisrace op de Moscow Raceway met zijn landgenoot Nikolaj Martsenko als teamgenoot. Hij eindigde de eerste race uiteindelijk als twintigste en viel in de tweede race uit. Hierdoor eindigde hij uiteindelijk als 35e en laatste in het kampioenschap.
In 2013 maakt Sirotkin de volledige overstap naar de Formule Renault 3.5, rijdend voor het team ISR Racing. Hij behaalde twee podiumplaatsen op het Motorland Aragón en de Hungaroring, waardoor hij als negende in het kampioenschap eindigde met 61 punten.
In 2014 bleef Sirotkin in de Formule Renault 3.5 rijden, maar stapte nu over naar Fortec Motorsports. Hij werd hier teamgenoot van debutant Oliver Rowland. Op de Moscow Raceway behaalde hij zijn eerste overwinning in het kampioenschap en met nog drie andere podiumplaatsen eindigde hij als vijfde in het kampioenschap met 132 punten.

### GP2 / Formule 2
In 2015 stapte Sirotkin over naar de GP2 Series, waar hij voor het team Rapax uitkwam. Hij kende een moeilijke start van het seizoen, maar vanaf het derde raceweekend op het Circuit de Monaco eindigde hij bijna alle races in de top 10, waarbij hij de eerste race op Silverstone won en vier andere podiumplaatsen behaalde. Hij eindigde hierdoor achter Stoffel Vandoorne en Alexander Rossi als derde in het kampioenschap met 139 punten.
In 2016 maakte Sirotkin in de GP2 de overstap naar het team ART Grand Prix. Hij eindigde opnieuw als derde in het kampioenschap met overwinningen op de Hungaroring en de Hockenheimring.
In 2017 had Sirotkin geen plannen om te racen in de GP2, inmiddels omgedoopt tot de Formule 2, aangezien zijn Formule 1-verplichtingen voorrang kregen. Desondanks stapte hij tijdens het raceweekend op het Baku City Circuit in bij ART als vervanger van de geblesseerde Alexander Albon.

### Formule 1
In juli 2013 namen drie Russische bedrijven het Formule 1-team van Sauber over. De vader van Sirotkin is de algemeen directeur van een van deze bedrijven, het Russisch Nationaal Instituut voor Luchtvaarttechniek. Onderdeel van de deal was dat Sirotkin opgenomen werd in het opleidingsprogramma van Sauber. In 2014 maakte Sirotkin zijn debuut in een vrije training in de Formule 1 tijdens de Grand Prix van Rusland.
Voor het seizoen 2015 had Sirotkin geen contract meer bij Sauber, waarop hij het team verliet. Aan het eind van april 2016 werd hij testrijder bij het Renault F1 Team en mocht tijdens de Grand Prix van Rusland zijn tweede vrije training rijden in de Formule 1.
In 2018 maakte Sirotkin zijn racedebuut in de Formule 1 bij het team van Williams als vervanger van de gestopte Felipe Massa. Hij is de derde Russische Formule 1-coureur, na Vitali Petrov en Daniil Kvjat.
In 2019 werd Sirotkin door Williams vervangen met de poolse coureur Robert Kubica.

## Formule 1-carrièreoverzicht
| Jaar/Jaren | Team     |
| ---------- | -------- |
| 2018       | Williams |

|                       | 2018 | Totaal |
| --------------------- | ---- | ------ |
| Aantal races          | 21   | 21     |
| Aantal zeges          | 0    | 0      |
| Aantal pole-positions | 0    | 0      |
| Aantal snelste ronden | 0    | 0      |
| Aantal podiumplaatsen | 0    | 0      |
| Aantal WK-punten      | 1    | 1      |
| Eindstand WK          | 20   |        |

### Totale Formule 1-resultaten
| Seizoen | Inschrijving                   | Chassis        | Motor                     | 1       | 2      | 3      | 4       | 5      | 6      | 7      | 8      | 9      | 10     | 11      | 12     | 13     | 14     | 15     | 16     | 17     | 18     | 19     | 20     | 21     | Pos | Punten |
| ------- | ------------------------------ | -------------- | ------------------------- | ------- | ------ | ------ | ------- | ------ | ------ | ------ | ------ | ------ | ------ | ------- | ------ | ------ | ------ | ------ | ------ | ------ | ------ | ------ | ------ | ------ | --- | ------ |
| 2014    | Sauber F1 Team                 | Sauber C33     | Ferrari 059/3 1.6 V6      | AUS     | MAL    | BHR    | CHN     | SPA    | MON    | CAN    | OOS    | GBR    | DUI    | HON     | BEL    | ITA    | SIN    | JPN    | RUS TC | VST    | BRA    | ABU    |        |        | -   | -      |
| 2016    | Renault Sport F1 Team          | Renault RS16   | Renault RE16 V6           | AUS     | BHR    | CHN    | RUS TC  | SPA    | MON    | CAN    | EUR    | OOS    | GBR    | HON     | DUI    | BEL    | ITA    | SIN    | MAL    | JPN    | VST    | MEX    | BRA TC | ABU    | -   | -      |
| 2017    | Renault Sport Formula One Team | Renault R.S.17 | Renault R.E.17 V6         | AUS     | CHN    | BHR    | RUS TC  | SPA TC | MON    | CAN    | AZE    | OOS TC | GBR    | HON     | BEL    | ITA    | SIN    | MAL TC | JPN    | VST    | MEX    | BRA    | ABU    |        | -   | -      |
| 2018    | Williams Martini Racing        | Williams FW41  | Mercedes M09 EQ Power+ V6 | AUS DNF | BHR 15 | CHN 15 | AZE DNF | SPA 14 | MON 16 | CAN 17 | FRA 15 | OOS 13 | GBR 14 | DUI DNF | HON 16 | BEL 12 | ITA 10 | SIN 19 | RUS 18 | JPN 16 | VST 13 | MEX 13 | BRA 16 | ABU 15 | 20  | 1      |